# Klinkenberg
Klinkenberg (51° 58′ N, 5° 29′ L) é uma vila dos Países Baixos, na província de Guéldria. Klinkenberg pertence ao município de Buren, e está situada a 8 km southwest of Veenendaal.
The village Klinkenberg has a population of around 400 habitantes.
A área de Klinkenberg, que também inclui as partes periféricas da cidade, bem como a zona rural circundante, tem uma população estimada em 910 habitantes.